# Ditrichophora palliditarsis
Ditrichophora palliditarsis är en tvåvingeart som först beskrevs av Becker 1896.  Ditrichophora palliditarsis ingår i släktet Ditrichophora, och familjen vattenflugor. Arten har ej påträffats i Sverige.